# مابینوگیون
مابینوگیون مجموعه‌ای از اساطیر ولزی است که در قرن یازدهم میلادی گردآوری شده است. مابینوگیون از چهار بخش تشکیل شده است که به همین علت به چهار دفتر مابینوگی نیز مشهور است. مابینوگیون نخستین بار در قرن نوزدهم به زبان انگلیسی ترجمه شد.

## دفتر اول: پویل و ریانون

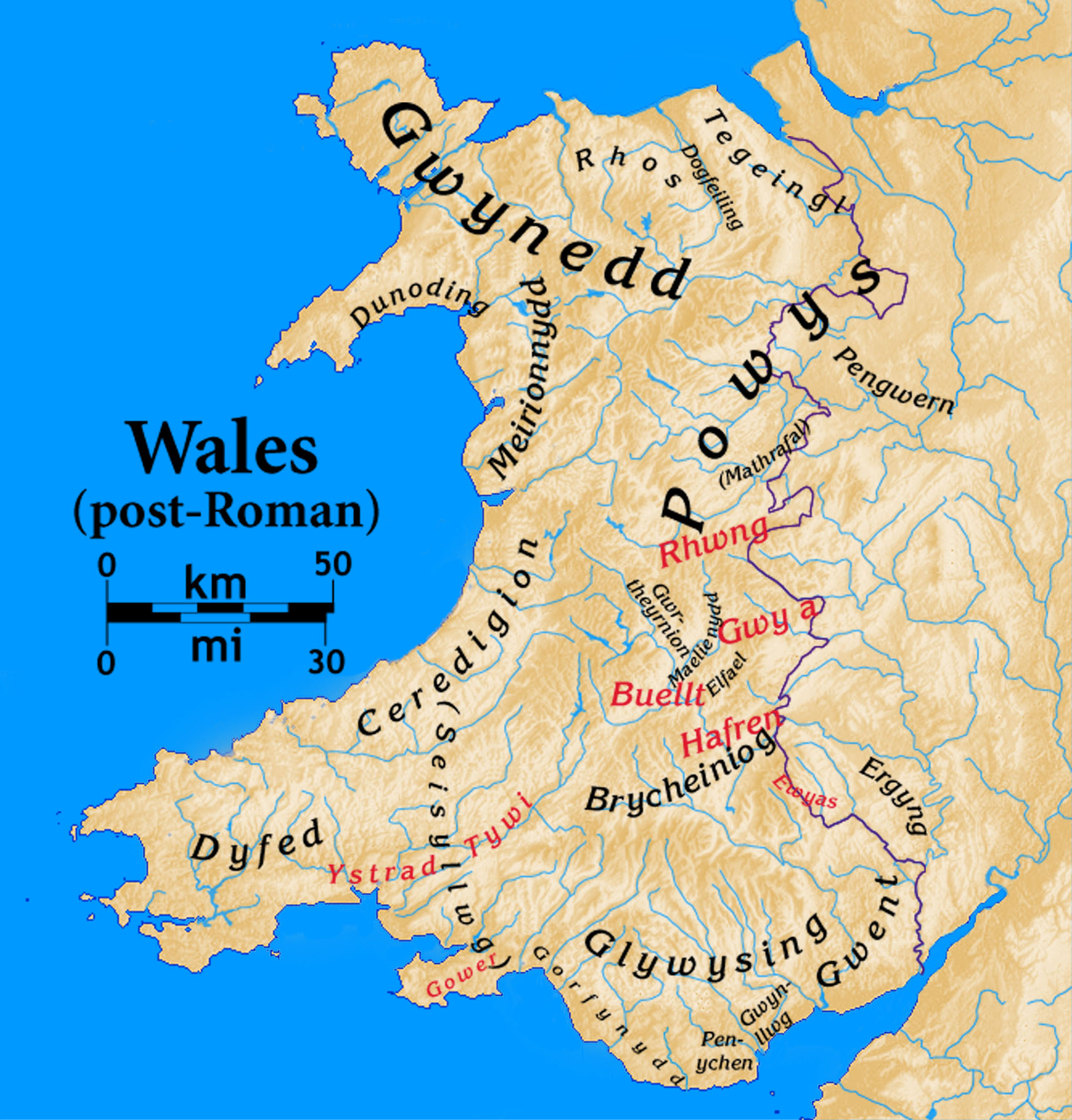
پادشاهی‌های کوچک ولز پس از خروج رومی‌ها از بریتانیا در قرن پنجم. پادشاهی داوید در ساحل جنوب غربی است. مرز مدرن انگلیس و ولز نیز نشان داده شده است.

دفتر اول مابینوگی دربارهٔ پویل، حاکم منطقه دایفد (در تلفظ ایرلندی داوید) ولز است. پویل روزی که به شکار در جنگل مشغول بود، شکار یک شکارچی دیگر را تصاحب می‌کند. این شکارچی اراون حاکم آنون، دنیای پس از مرگ اساطیر ولز، بود. اراون، پویل را مجبور می‌کند که به عنوان خسارت یک سال به دنیای مردگان برود و با دشمن او، هوگان, بجنگد. اراون به پویل هشدار می‌دهد که هوگان قدرتی جادویی دارد که فقط باید با یک ضربه کشته شود و اگر دو بار زخم بردارد، بهبود یافته و از قبل هم قوی‌تر خواهد شد. پویل با هوگان می‌جنگد و او را شکست می‌دهد و پس از یک سال به ولز بازمی‌گردد.

### ازدواج با ریانون و تولد پرایدری
پویل اولین بار ریانون را در حالی که جامه‌ای زرین بر تن داشت و سوار بر اسب سفیدی بود، مشاهده کرد و همان‌جا عاشق او شد. حاصل این زوج، پسری به نام پرایدری بود، اما پرایدری در همان شب تولد توسط هیولایی دزدیده شد. به اشتباه گمان کردند که ریانون او را کشته است و به همین علت ریانون را به عنوان مجازات به گاری بستند. هیولایی که پرایدری را دزدیده بود، به گونت (منطقه‌ای در شرق ولز) می‌رود تا این بار کره اسبی را از دربار شاه گونت بدزدد اما تیرنون, شاه گونت،  دست هیولای دزد را قطع می‌کند و سپس صدای جیغ و دادی را تاریکی شب می‌شنود. نوزادی پیچیده در قنداق در اصطبل قرار داشت. چهار سال بعد تیرنون به شباهت این نوزاد با پویل، شاه داوید، پی می‌برد و این فرزند را به نزد پدر و مادرش بازمی‌گرداند. پس از مرگ پویل، پرایدری رابطه دوستانه که پدرش با اراون، پادشاه آنون، را داشت حفظ می‌کند و اراون به پرایدری نخستین خوک‌های ولز را می‌بخشد.

## دفتر دوم: ماجرای برانون

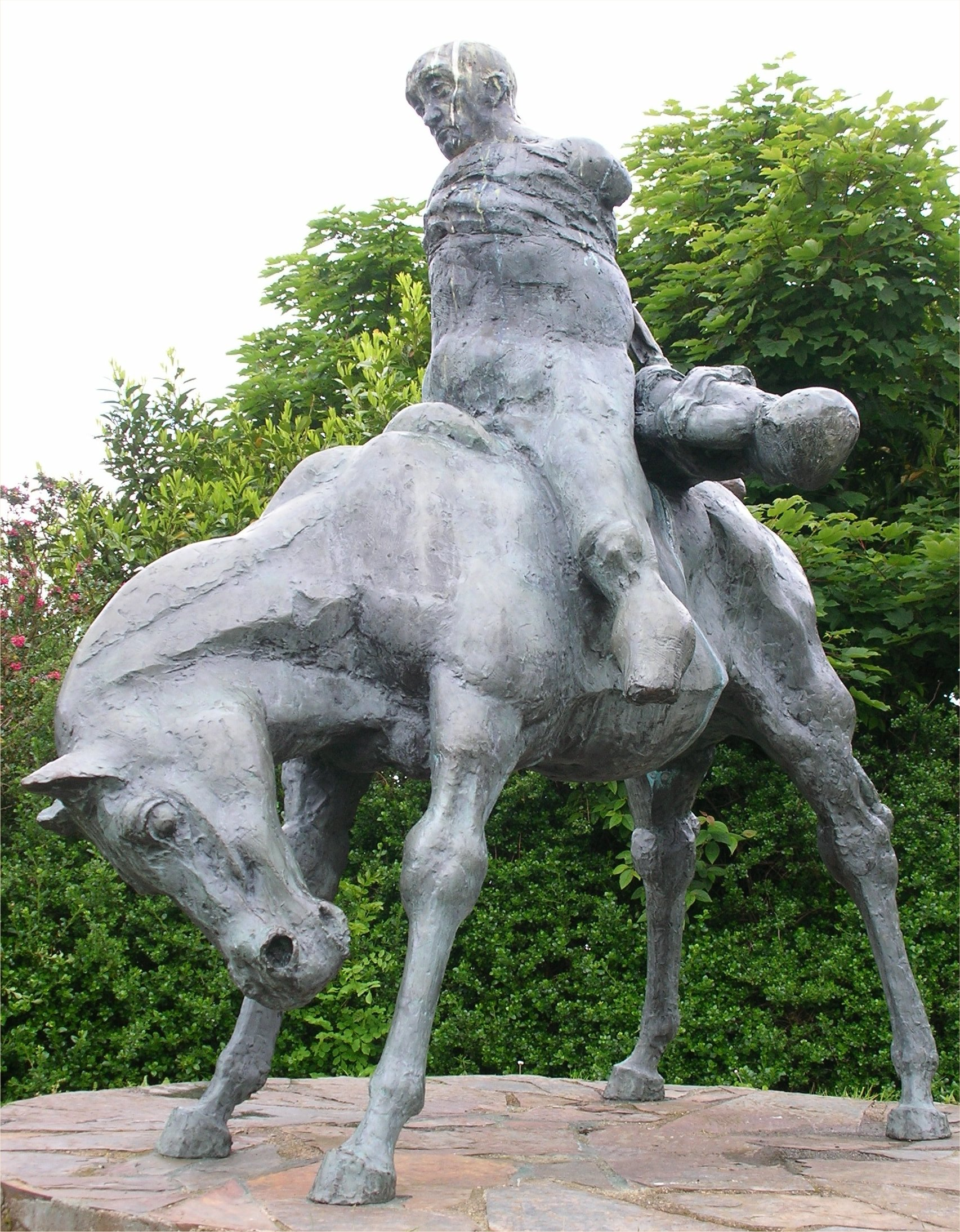
مابینوگیون

برانون و برادرش بران هر دو از فرزندان لیر، خدای دریا در اساطیر ولز، بودند که معادل لیر در اساطیر ایرلندی است. موتولوخ، پادشاه ایرلند، به خواستگاری برانون می‌آید اما ایزنتسین، یکی از برادران برانون، که مخالف این ازدواج بود، به اسب‌های موتولخ آسیب می‌زند. برادر دیگر برانون، بران معروف به بران برکت یافته (بندیجید وران), برای عذرخواهی دیگی جادویی به موتولخ می‌بخشد. موتولخ که بابت این اهانت خشمگین شد، پس از بازگشت به ایرلند، این خشم را بر سر برانون خالی می‌کند. او را در آشپزخانه محبوس می‌کند و قصاب را وادار می‌کند که هر روز به او سیلی بزند. برانون پرنده ساری تربیت می‌کند تا این ماجرا را به گوش برادرش، بران، در ولز برساند. بران پس از اطلاع یافتن از این ماجرا به ایرلند لشکرکشی می‌کند و موتولخ را شکست می‌دهد اما در جنگ زخمی بزرگ برمی‌دارد. او به سربازانش دستور می‌دهد که سرش را ببرند و در تپه سفید لندن دفن کنند. سر جادویی او با وجود قطع شدن، هنوز حرف می‌زند. پس از چندین سال اقامت در ولز بالاخره این سر را در تپه سفید لندن دفن می‌کنند. سر جادویی بران محافظ جزیره بریتانیا در برابر تهاجم بیگانگان است اما شاه آرتور با بی احتیاطی این سر را برمی‌دارد و به این ترتیب باعث تهاجم آنگلوساکسون‌ها به بریتانیا می‌شود.

## دفتر سوم: طلسم داوید

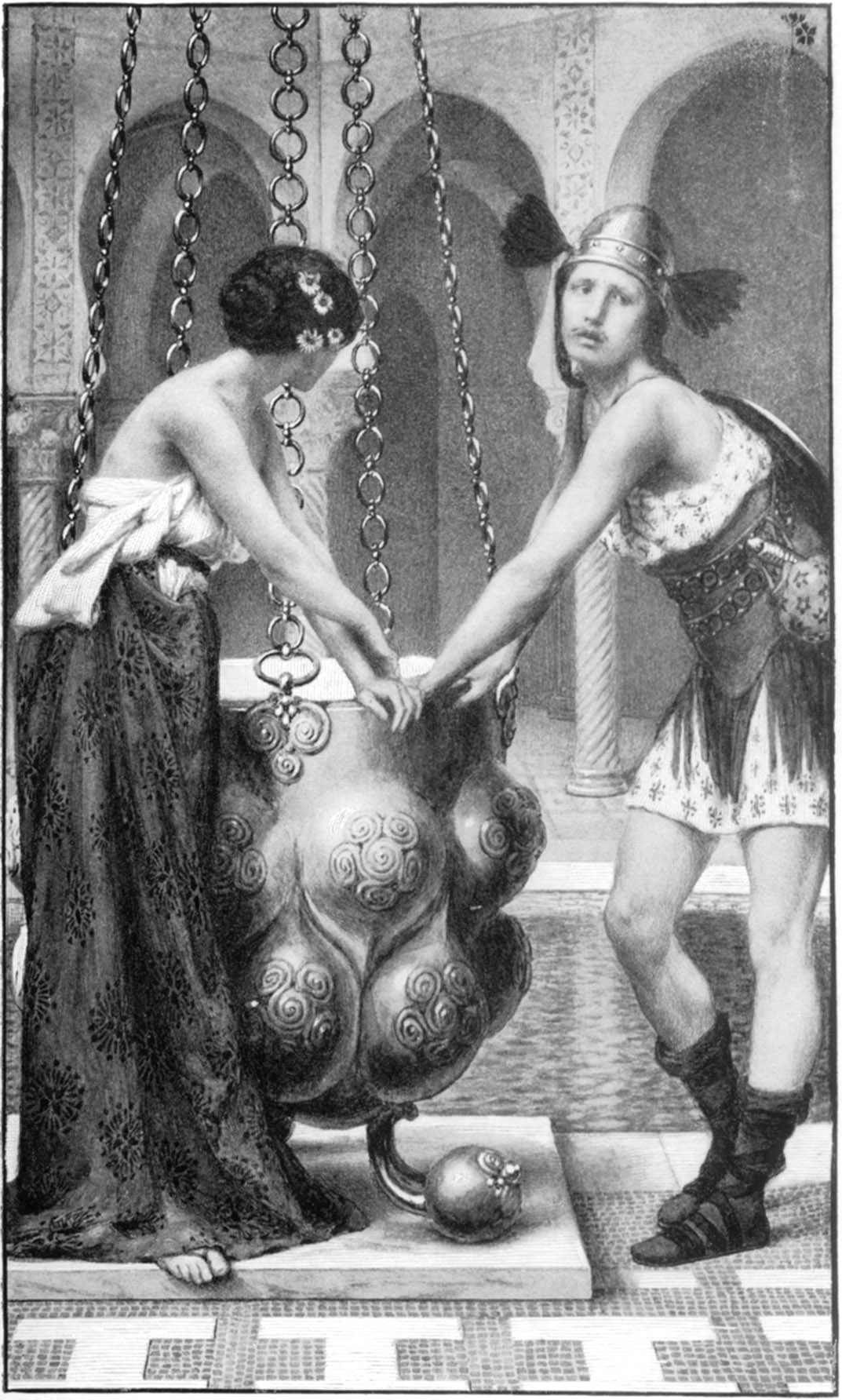
زندانی شدن پرایدری و ریانون، اثر آلبرت هرتر. برگرفته از داستان‌های جزایر طلسم شده اقیانوس اطلس اثر توماس ونتورث هیگینسون

ماناویدان یکی دیگر از برادران بران و برانون است. ماناویدان معادل ولزی مانانان مک لیر, از خدایان دریا در اساطیر ایرلند است. پس از مرگ پویل، ماناویدان با بیوه او یعنی ریانون ازدواج می‌کند. روزی ماناویدان به همراه ریانون و پرایدری به شهر داوید می‌روند اما به خاطر یک طلسم جادویی جمعیت این شهر غیب شده است. ماناویدان که ابزارسازی ماهر است، به همراه ریانون و پرایدری به لندن می‌روند و ماناویدان و پرایدری مشغول به حرفه ابزارسازی و آهنگری می‌شوند اما مهارت ماناویدان موجب حسادت مردم می‌شود و آن‌ها مجبور می‌شوند به داوید که اینک خالی از سکنه شده، رفته و با شکار امرار معاش می‌کنند. روزی ماناویدان و پرایدری که مشغول شکار در جنگل بودند، به قصری باشکوه می‌رسند. با وجود هشدار ماناویدان، پرایدری به داخل قصر رفته و جام طلایی که از سقف آویزان شده بود را لمس می‌کند. پرایدری طلسم می‌شود و در قصر زندانی می‌شود. ریانون با شنیدن آنچه بر سر پسرش آمده، به قصر رفته اما او هم طلسم می‌شود. طلسم زمانی شکسته می‌شود که ماناویدان با کاهنی دیدار می‌کند و آن کاهن می‌گوید که این دو به این خاطر نفرین شده‌اند زیرا زمانی ریانون با همکاری پویل خواستگار دیگرش، گواول, را سر به نیست کرده بود تا با پویل ازدواج کند.

## دفتر چهارم: مت وگویدیون
دفتر چهارم مابینوگی دربارهٔ مت پادشاه منطقه گوینت ولز است. مت طلسم شده بود که به جز در هنگام جنگ، باید پایش بر روی یک دختر باکره باشد وگرنه می‌میرد. مت دو برادرزاده به نام گویدیون و گیل‌فائتوی (گیلوای‌توی) داشت. گیلوای‌توی عاشق و دلباخته یکی از باکره‌های پانگهدار مت به نام گوئوین (گوین) شده بود. برادرش، گویدیون، که از این موضوع باخبر شد، می‌خواست او را کمک کند اما راه سختی در پیش داشتند؛ زیرا گیلوای‌توی به برادرش گفت: «تو ویژگی خاص مت پسر متونوی را می‌دانی، هر چه‌قدر مردان آهسته زمزمه کنند، باد صدا را می‌برد و آن را خواهد شنید». اما گویدیون از دانش جادوگری‌اش بهره برد تا عمویش را مجاب کند. او خوک‌های پرایدری، شاه داوید، را دزدید و به این ترتیب آتش جنگ با داوید را شعله‌ور ساخت. هنگامی که مت مشغول نبرد با پرایدری بود، دو برادر سراغ گوئوین رفته و به او در بستر مت تجاوز کردند. در نهایت گویدیون به جنگ پرایدری رفت و او را شکست داد. پس از این واقعه، مت برادرزادگانش را به عنوان تنبیه به مدت سه سال به یک جفت حیوان نر و ماده تبدیل کرد. به این ترتیب که آن‌ها هر سال تبدیل به جفت دیگری می‌شدند: گوزن نر و ماده، گراز نر و ماده و گرگ نر و ماده.